# Philira toroi
Espèce
Philira toroi est une espèce d'araignées aranéomorphes de la famille des Salticidae.

## Distribution
Cette espèce est endémique de la province de Jujuy en Argentine,. Elle se rencontre vers Fraile Pintado.

## Description
La carapace du mâle holotype mesure 1,90 mm de long et l'abdomen 1,75 mm de long et la carapace de la femelle paratype mesure 2,15 mm de long et l'abdomen 2,93 mm de long.

## Systématique et taxinomie
Cette espèce a été décrite par Rubio, Baigorria et Stolar en 2023.

## Étymologie
Cette espèce est nommée en l'honneur d'Alejandro Toro.

## Publication originale
- Rubio, Baigorria & Stolar, 2023 : « Unveiling some unknown jumping spiders (Araneae: Salticidae) from Argentina: descriptions of seven new species. » Peckhamia, vol. 294.1, p. 1-22.